# Bomull

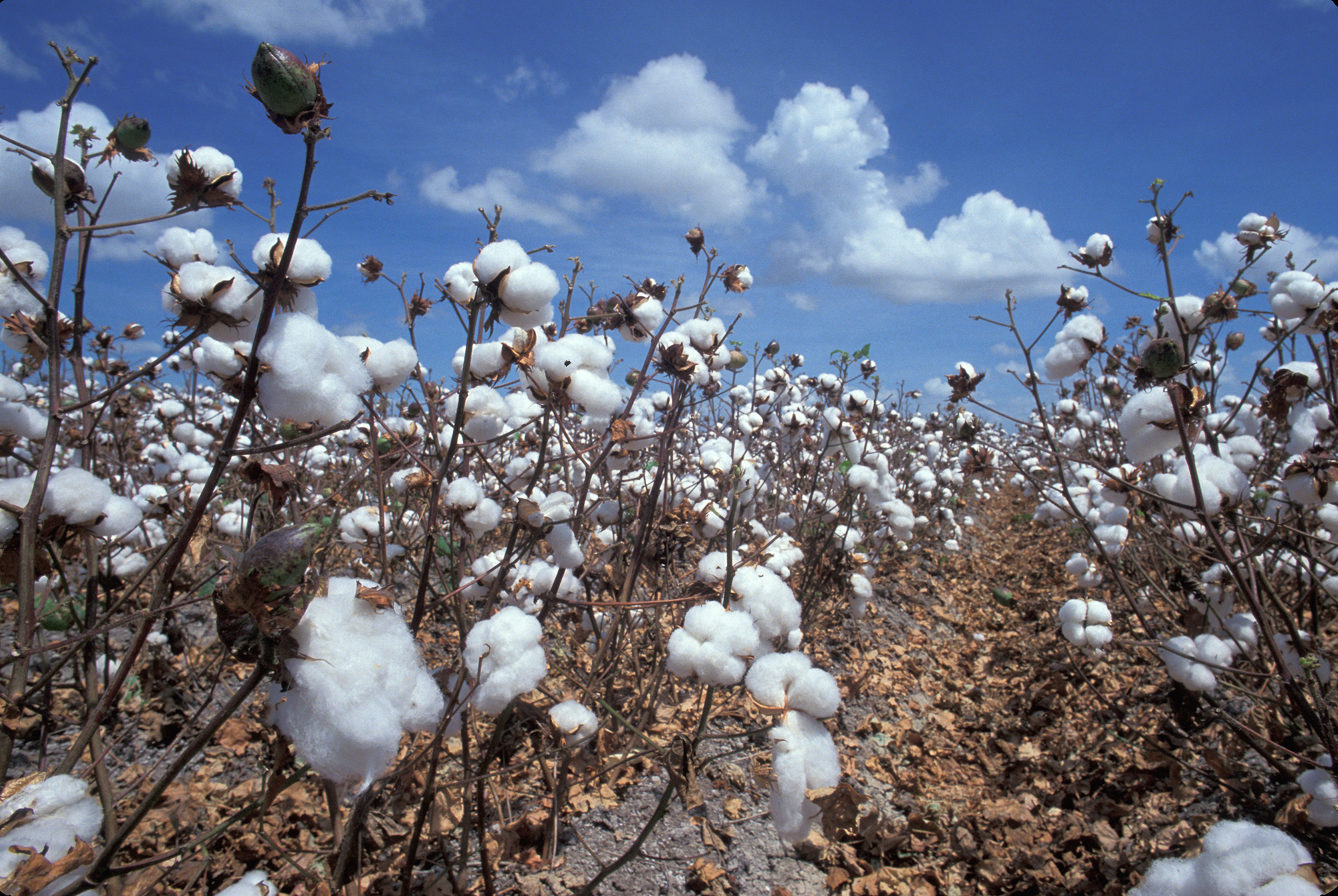
Bomullsodling.

Bomull är ett textilfiber och ett textilmaterial som kommer från växter av bomullssläktet (från tyskans "Baumwolle" - ull från träd, plattyska Boomwull). Bomull är den renaste naturligt förekommande formen av cellulosa.
Bomullens stora tvättålighet, goda slitstyrka och förmågan att svalka i varma klimat har bidragit till att den snabbt fått övertag över lin och ull som textilråvara. Bomull finns i många olika kvaliteter, där stor fiberlängd bidrar till goda egenskaper.

## Historia

### Nya världen
Den plats där människan först odlat Gossypium hirsutum, bomullsarten som dominerar idag, är på Yucatánhalvön i Mexiko för 8000 år sedan. Columbus som var son till en italiensk vävare, nådde väldigt nära den halvön när han landsteg i Honduras 1502 och mötte mayahövdingar i skrudar som var de vackraste och mest påkostade kläder han någonsin sett.
Den spanske conquistadoren Fernando Cortez som hade träffat aztekernas härskare Moctezuma II 1519 skrev följande till den spanske kungen Carlos V: "Moctezuma gav mig många av sina egna kläder, vilka även med tanke på att de var av bomull och inte siden var sådana att det i hela världen inte kunde finnas några som de, eller några lika varierade och naturliga färger eller sådan hantverksskicklighet." Ett år senare hade Cortez erövrat aztekernas rike, krossat deras kultur och för alltid begravt kunskapen om hur man vävde dessa bomullstyger eftersom man förbjöd indianerna att tillverka tyger. Man ville skydda sin egen produktion i Spanien.

### Sidenvägen
Bomullen anlände till Europa runt Kristi födelse på den väg som senare kallades Sidenvägen som var en sträcka på ungefär 10 000 km som längst. På kameler och packhästar tog resan flera år, även om inte köpmännen följde med på hela resan. Bomullen odlades då i Indien, Mellanöstern och Egypten, men på 800-talet började man även odla på europeisk jord. Araberna förde med bomullen till Spanien och döpte den till Qutn, som senare blev el cotón på spanska. På 1300-talet importerade den engelska textilstaden Manchester "cotton".

### Lancashire i England
Det började med att den engelska kungen inbjöd en grupp skickliga flamländska vävare år 1330 till det engelska grevskapet Lancashire. Det var ett fattigt område, men här fanns både ull från fåren och lin på de små tegarna. Tidigare hade Lancashire exporterat ull till andra orter från hamnen i Liverpool, men efter att flamländarna kommit skulle rollen bli den omvända. På 1700-talet började man blanda lin och bomull. När sedan den industriella revolutionen ägde rum i mitten av 1700-talet skulle traktens lin och ull försvinna till förmån för den importerade bomullen och de skickliga hantverkarna tvingades ställa sig i kö till fabrikerna. Fabriksarbetarna hade en hård tillvaro, jobbade alla dagar i veckan, från 5 till 7 på kvällen. Lokalerna var ofta plågsamt varma, bullret var öronbedövande och luften tjock av bomullsdamm. Barnarbetet var utbrett. Deras arbetstid var kortare men lönen var lägre vilket var orsaken till att barnen var i majoritet på en del fabriker. Många sjuåringar arbetade heltid och klagade som de vuxna över bröstsmärtor, huvudvärk och magbesvär.

### Södern i Amerika
1764 uppfann James Hargreaves den första spinnmaskinen, Spinning Jenny och 1785 lanserade Edmund Cartwright den automatiska vävstolen. Dessa båda uppfinningar fick fart på industriella revolutionen, men det var Eli Whitneys uppfinning för att rensa bomullen, egrenermaskinen ("cotton gin"), som gjorde att USA började massproducera bomull. Över hela Södern röjdes det mer mark för grödan som blivit lönsam efter Whitneys uppfinning. Från nästan ingenting skulle USA:s bomullsexport växa, för att vid mitten av 1800-talet stå för hälften av landets exportinkomster.
För att plocka all bomull krävdes det människor som plockade den, vilket man ännu inte mekaniserat. Slavhandeln över Atlanten hade förbjudits 1808, men det fanns ännu inget förbud mot själva slaveriet. Slavarna såldes av sina ägare i veteodlande stater som Maryland, Kentucky och Virginia där den mesta åkermarken var röjd. Köparna fanns i de nya heta bomullsmarknaderna i sydväst, i Georgia, Mississippi och Louisiana. Ofta gick slavarna på Natchez Trace som är den största transportleden som utgick från Nashville och slutade i Natchez där den näst största slavmarknaden i Söderns bomullsbälte hölls. Staden var en magnet för USA:s mest förmögna familjer och här finns de mest överdådiga och påkostade "mansions". Efter det amerikanska inbördeskriget förbjöds slaveriet och man införde istället ett nytt system som kallades share-cropping, vilket innebar att de jordlösa fick bruka mark mot att dela skörden med ägaren. Ofta hamnade de befriade slavarna i skuld till jordägarna eftersom det var jordägaren som satte priset på insatsvarorna samt bestämde priset på skörden.
Under amerikanska inbördeskriget föll 80 procent av Englands import, vilket ledde till att 330 000 textilarbetare var arbetslösa 1862. När kriget var över var USA snart tillbaka som ledande exportör efter länder som Indien och Egypten.

### Afrika
Man riktade därför blickarna mot Afrika och det tog bara drygt två årtionden för de europeiska kolonialmakterna att dela upp kontinenten mellan sig. Frankrike hade erövrat Västafrika och i kolonin Franska Sudan, som nu heter Mali, drog franska regeringen 1932 igång ett gigantiskt projekt. En miljon hektar skulle odlas och tusentals kilometer kanaler från floden Niger behövde grävas om. En ny myndighet, Office de Niger tillsattes, Ségou blev huvudstaden och till generaldirektör utsågs Emile Bélime. Expansionen gick i början snabbt, men när Frankrike förbjöd tvångsarbete 1946 blev det svårare att rekrytera folk för att gräva nya kanaler och förhoppningarna om att förse hela Frankrikes textilindustrier grusades, inget skickades hem till Frankrike.

### Uzbekistan
Redan Stalin utvidgade odlingarna som ryska tsarer låtit anlägga på 1800-talet i Uzbekistan. Sovjetiska ingenjörer ledde om landets två väldiga floder, Amu-Darja och Syr-Darja, så att även stäpp och halvöken kunde konstbevattnas. Eftersom kanalerna byggdes så snabbt läckte mycket av vattnet bort och dessutom förångades hälften av det vatten som leddes bort. Dessutom utvecklades produktionen till en monokultur som utarmade jordarna och gjorde dem sårbara för skadeangrepp. Rotationen ersattes med allt högre doser av bekämpningsmedel. När vattnet försvann från Aralsjön och ökenvindarna blåste, spreds dammet och gifterna i sanden till bomullsodlingarna där avkastningen blev sämre. Torrläggningen av Aralsjön brukar räknas som en av de största ekologiska katastroferna som människan själv har åstadkommit. Idag tvingas flera hundratusen, kanske upp till en miljon skolelever varje höst jobba upp till sju dagar i veckan ute på de väldiga bomullsfälten. Lärarna har nyckelrollen för att leda arbetet. Eleverna plockar bomullen för summor som 25 öre per kilo, där vinsterna till slut hamnar hos president Islam Karimov som kontrollerar all produktion och handel av bomullen.

### Sverige
Bomull kom till Sverige under vikingatiden. Som råvara hade bomull mycket liten betydelse i Sverige ännu på 1700-talet.

## Egenskaper
Fibrernas ojämna yta (njurformen) gör att bomull lätt tar åt sig smuts och fordrar kraftig tvätt för att bli ren (hög tvätt-temperatur), men tack vare den goda tvättåligheten skadas den inte av hård behandling.

### Styrka, töjbarhet och elasticitet

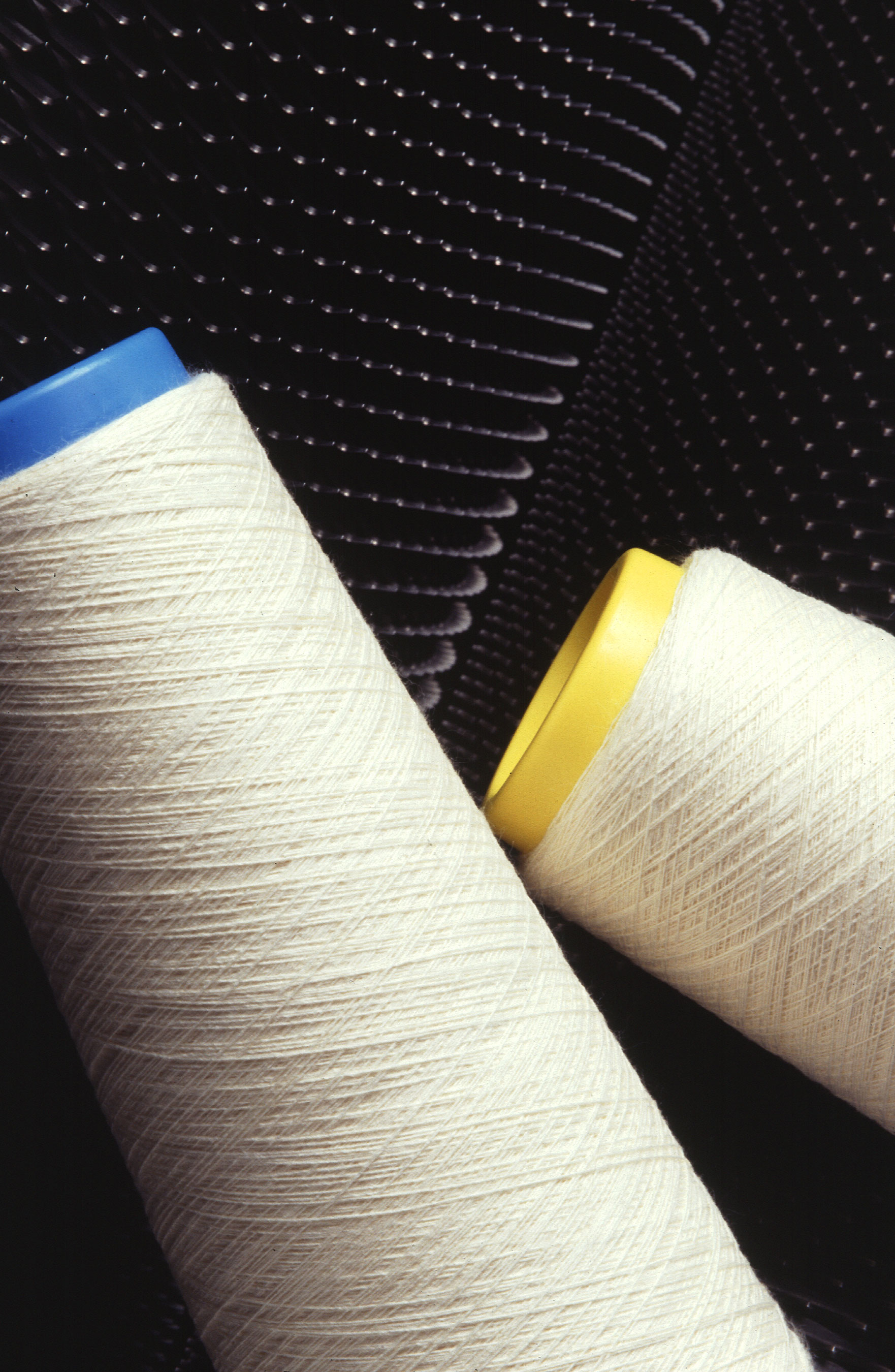
Bomullsgarn.

- Den inre spiralbyggnaden gör bomullsfibern mycket stark
- Stor motståndskraft mot dragning – draghållfasthet
- I vått tillstånd ökar styrkan med upp till 10 procent; samtidigt krymper produkten
- Töjbarheten är låg liksom förmågan att återgå till ursprungsformen – elasticiteten
- Den låga töjbarheten och elasticiteten gör att bomullstyger lätt skrynklar sig och efter tvätt måste strykas eller manglas
- Bomullstyger kan impregneras mot skrynkling med bra resultat - Hartsimpregnering
- Tråd och tyger av bomull kan genom speciell behandling mjukgöras och ges högre glans — mercerisering

### Förmåga att isolera värme
- Låg förmåga att isolera värme, vilket delvis beror på den låga elasticiteten. (Bomullsgarner är kompakta och innehåller föga luft.)
- Cellulosafibern leder bort värme från huden, vilket gör bomullskläder svala och lämpliga i varma klimat.

### Formbarhet
- Alla cellulosafibrer har låg formbarhet. (Pressveck går inte att åstadkomma i bomullstyg.)

### Motståndskraft
- Mot ljus: mycket hög motståndskraft.
- Mot värme: god motståndskraft. Den torra fibern tål upp till 140 °C. För strykning eller varmmangling vid högst 200 °C måste bomullen vara fuktig.
- Mot mikroorganismer: kan angripas av bakterier och mögelsvampar om den förvaras fuktigt. Blekt bomull har högre motståndskraft än oblekt.
- Mot kemikalier: mycket stor motståndskraft mot baser även vid hög temperatur. Vid normal tvätt i tvättmaskin eller gryta med lock, har bomull mycket stor motståndskraft mot den mekaniska bearbetningen och den kemiska inverkan. Blekning sänker bomullens hållbarhet obetydligt, men ökar materialets förmåga att ta upp fukt.
- Mot insekter: Kan angripas av silverfisk. Angrips ej av mal och används därför till skyddspåsar för ylle, som är svårt ansatt av mal.

## Användningsområden
Som den mest använda textila fibern förekommer den i alla slags textilier – kläder, hemtextilier, förbandsartiklar och vävda produkter för industriellt bruk. Dess egenskaper kombinerat med lågt pris är grunden för det omfattande bruket. Linters används också för tillverkning av pappersmassa för särskilt fina papper såsom sedelpapper, och även för tillverkning av cellulosaderivat av hög kvalitet.
De elektriskt isolerande egenskaperna är goda, varför bomull, särskilt förr, har använts som isolerande omspinning på koppartråd för användning inom den elektriska industrin. Den goda värmetåligheten är därvid en värdefull egenskap.

## Världsproduktion
| Placering                                       | Land       | Produktion (ton) |
| ----------------------------------------------- | ---------- | ---------------- |
| 1                                               | Kina       | 17 711 962       |
| 2                                               | Indien     | 14 657 000       |
| 3                                               | USA        | 11 429 937       |
| 4                                               | Brasilien  | 4 956 044        |
| 5                                               | Pakistan   | 4 828 439        |
| 6                                               | Turkiet    | 2 570 000        |
| 7                                               | Australien | 2 500 000        |
| 8                                               | Uzbekistan | 2 293 039        |
| 9                                               | Grekland   | 837 432          |
| 10                                              | Argentina  | 813 692          |
| Källa: UN Food & Agriculture Organisation (FAO) |            |                  |

## WTO och bomullen
1995 bildades WTO för att övervaka att länderna följde handelsavtalen som man förhandlade fram och länderna kunde också vända sig dit för att lösa sina tvister.

### Seattle
1999 samlades WTO i Seattle för en ny frihandelsomgång som skulle heta Millenniumrundan. Men tungviktarna EU och USA hade svårt att dra jämnt och framförallt var det en stor klyfta mellan de industrialiserade länderna och utvecklingsländerna. Mötet i Seattle skulle ihågkommas för sammanstötningarna mellan globaliseringsmotståndare och polis och det politiska fiaskot när Millennierundan begravdes.

### Doha
2001 slog bomullsskördarna fel och de amerikanska bomullslagren reades ut på världsmarknaden med hjälp av subventioner på 3,3 miljarder dollar. Detta var ett oerhört svårt slag för de fattigaste afrikanska bönderna som försökte leva på att producera bomull.
Samma år senare träffades WTO i Doha, Qatar, där risken för gatukravaller skulle vara mindre än i Seattle. Då lovade WTO att prisdumpning med hjälp av exportstöd skulle förbjudas och att tullar och inhemska jordbruksstöd skulle sänkas. Man lovade att de fattigaste ländernas behov skulle lyftas fram.
Trots detta antog USA 2002 den femåriga jordbruksbudgeten, Farm Bill, där man permanent skulle höja stöden till bomullssektorn. Kongressen skrev samma år ut en check på runt 30 miljarder kronor.

### Cotton 4
I Västafrika bildades en allians som kallades Cotton 4 där Burkina Faso, Mali, Benin och Tchad ingick. De krävde att WTO skulle sätta stopp för prisdumpning av bomull i USA, Kina och EU. EU var inte den mest betydande exportören, men utslaget per kilo var EU-stöden de högsta i världen, påpekade Cotton 4. Tillsammans betalade dessa länder ut bomullsstöd för 6 miljarder dollar, en lika hög summa som värdet på världens samlade bomullsexport. Cotton 4 gick inte den formella vägen som Brasilien tidigare hade gjort mot USA, utan de motiverade sin taktik med att de inte hade råd med advokater och andra experter som kunde driva den juridiska processen i WTO.

### Cancún
Inför WTO-mötet i Cancún i Mexiko 2003 ville många ändra maktordningen i WTO, bland annat de nya WTO-länderna Kina och Indien, som var klassade som utvecklingsländer. EU och USA hade träffats några månader i förväg för att på tu man hand göra upp om jordbruksfrågorna inför Cancún-mötet. Sedan jordbruket kom in i bilden ville de skydda sin egen livsmedelsproduktion. Men förhandlingarna gick inte lika bra som det hade gått 10 år tidigare inför Uruguay-rundan. Jordbruksstöden skulle sänkas vilket gick bra för EU eftersom stöden hade "frikopplats från produktionen" och lagts i något som WTO kallar för "den gröna boxen". USA hade också frikopplat en del av sina jordbruksstöd, men inte tillräckligt många. På tullsidan var det däremot USA som var berett att gå ganska långt och skära ned sina importtullar, medan EU bromsade. En månad innan Cancún-mötet enades EU och USA om sitt gemensamma förslag, men det tog bara en vecka innan Brasilien hade samlat ihop ett tjugotal utvecklingsländer till en motoffensiv. Indien, Kina och Sydafrika anslöt sig också och de kallade sig G 20, ej att förväxla med G20-gruppen av världens rikaste länder.
Efter fem dagar bröt förhandlingarna samman och Brasiliens utrikesminister Celso Amorim framstod som segraren och verkade minst nedslagen. Han uttryckte sin tillfredsställelse över att "utvecklingsländerna hade förenats i handling. Aldrig mer skulle de nöja sig med att spela biroller i WTO." En av USA:s veteraner från tidigare GATT-runder, Jeffrey J. Schott sa: "Det misslyckades därför att EU och USA inte var redo för en verklig förändring. Den främsta orsaken till sammanbrottet var att de inte var beredda att minska sina jordbruksstöd utan bara justerade stödreglerna."
2004 förklarade WTO:s tvistlösningsorgan att USA bröt mot "subventionsavtalet" i WTO:s regelverk. Man beordrade USA att avskaffa de stöd som var mest diskriminerande, bland annat stöd till den egna textilindustrin som valde att använda den dyrare amerikanska bomullen istället för att köpa billigare importerad. Men USA överklagade domen.

### Hongkong
2005 var det ministerkonferens i Hongkong. Bomullen hade alltmer blivit en symbolfråga. Pascal Lamy, EU:s förre handelskommissionär, var utsedd till generaldirektör för WTO. Han fick ta emot 18 miljoner namninsamlingar av Benin-sångerskan Angélique Kidjo som hjälporganisationen Oxfam hade samlat in. Uppropet "Join the Big Noise" var en protest mot prisdumpning och hon talade för bönderna i sitt hemland, ett av de upproriska i Cotton 4 och gjorde en jämförelse som många gör från före detta Slavkusten. "Handelssituationen är som en fortsättning på slaveriet och koloniseringen. Det handlar om miljoner människors liv. Utvecklingsländerna kan inte fortsätta att behandlas som sopor av industriländerna. Efter långa förhandlingar där USA var trängda lyckades man till slut enas om att exportstöden till jordbruket skulle fasas ut till 2013, men för bomullen skulle det ske till den 1 juli 2006.

### USA fälls av WTO för andra gången
USA tog bort några av de mest utskällda stöden i augusti 2006, men ökade istället stöden totalt i antal dollar jämfört med året innan. Det tyckte Brasilien var en skenreträtt och överklagade 2006 ännu en gång till WTO.
I december 2007 fälldes USA på nytt i WTO:s första juridiska instans. Även denna gången överklagade USA. Nu fick de till och med kritik från den före detta amerikanska chefsförhandlaren Robert Zoellick som nu var ny världsbankschef efter Paul Wolfowitz som hade tvingats bort efter anklagelser om att ha givit sin flickvän ett högt avlönat jobb i banken. I juni 2008 slog WTO:s högre rättsliga instans fast den andra bomullsdomen mot USA. De var tvungna att skära ner fler stöd, annars skulle motparten Brasilien få rätt att vidta motåtgärder. Men en månad tidigare, maj 2008 hade USA:s kongressen åter klubbat en femårig budget för jordbruket. Stöden hade inte minskat utan istället åter höjts. Kongressen körde inte bara över WTO, Brasilien och Cotton 4, utan också den avgående presidenten George W Bush som lade in sitt veto mot den, till ingen nytta. "Det är ett steg tillbaka till en förlegad jordbrukspolitik och ett stödsystem som gynnar några av de rikaste människorna i USA", var hans kommentar. Barack Obama var under valkampanjen mot stöden till de största farmarna, men inför omröstningen i kongressen våren före valet ställde han sig bakom Farm Bill.
I mars 2010 valde USA att göra upp med sin starkaste motståndare i striden, Brasilien. Cotton 4 lämnades utanför. Inför hotet att drabbas av brasilianska strafftullar blev USA samarbetsvilligt och erbjöd Brasilien kompensation för de låga världsmarknadspriser på bomull som dumpningen orsakat. USA böjde sig till slut för WTO-domen från 2004, men för att slippa ändra sin bomullspolitik valde de att göra upp i godo med ett enda land. Segern gav Brasilien rätt att belägga amerikanska varor med strafftullar på upp till drygt 6 miljarder kronor om året. USA:s skattebetalare betalade alltså bomullsodlare i två länder.

## Ekologisk bomull
Ekologisk bomull är bomullsväxter som odlas på ett miljövänligt sätt utan bekämpningsmedel och som inte utsätts för kemikalier inom textilindustrin. Den ekologiska bomullen står för en mycket liten andel av den totala bomullsproduktionen, omkring 0,1 procent, men andelen ökar och idag finns odlingar med ekologisk bomull i bland annat Peru, Indien och några länder i Afrika.

## Etymologi
Bomull är en försvenskning av plattyska Bomwull (tyska Baumwolle), det vill säga ”trädull”, ”vegetabilisk ull”.
Engelskans cotton, franskans coton och italienskans cotone kommer av arabiskans qutn, qoton.
Benämningen kattun (försvenskning av cotton) har tidigare använts i Sverige som generellt namn på bomull, men har senare fått en inskränkt betydelse som benämning på ett visst slags bomullstyg.